# Khatm-e-Nabuwat
La Khatm-e-Nabuwat o Chowk Khatm-e-Nabuwat (en urdú: ختم نبوت چوک) es una famosa plaza y punto de referencia en Chiniot. También es un cruce entre las carreteras que conectan las principales ciudades de Pakistán.
Khatm-e-Nabuwat es una palabra de la lengua urdú, su significado es "Fin de la Profecía" o "sello de la Profecía". Se deriva la única creencia islámica al Profeta Mahoma.
Antes se le conoció como Chowk Tehsil, pero en abril de 2010 después de la conferencia de Khatm-e-Nabuwat celebrada en la mezquita Badshahi, Lahore, su nombre fue cambiado a Khatam-e-Nabuwat. Es la plaza más antigua de Chiniot.